# Bhaja Govindam
Bhaja Govindam est un hymne composé de 31 vers en sanskrit attribué à Adi Shankara (788 - 820?). Cet hymne met l'accent sur l'aspect dévotionnel (Bhakti) de la voie spirituelle incarnée en Inde par le Bhakti yoga.